# ألف بيدرسن
ألف بيدرسن (بالنرويجية البوكمول: Alf Pedersen)‏ (20 يناير 1904 – 3 مارس 1925) هو ملاكم نرويجي راحل، مثّل بلاده في الألعاب الأولمبية الصيفية 1924.

## روابط خارجية
ألف بيدرسن على موقع أوليمبيديا (الإنجليزية)